# Emiliana Cruz
Emiliana Cruz Cruz (Cieneguilla, San Juan Quiahije, Oaxaca, México, 1971) es una antropóloga-lingüista chatina. Obtuvo los grados de maestría y doctorado en antropología lingüística en la Universidad de Texas en Austin y actualmente es profesora-investigadora de la Unidad Ciudad de México del Centro de Investigaciones y Estudios Superiores en Antropología Social (CIESAS). Ha enfocado sus líneas de investigación en la documentación y revitalización lingüística de la lengua chatina, la relación del sistema educativo mexicano con las lenguas indígenas y la política lingüística de México.

## Trayectoria
La Dra. Cruz nació en Cieneguilla, San Juan Quiahije Archivado el 21 de agosto de 2019 en Wayback Machine., Juquila, estado de Oaxaca en México en una comunidad indígena. Ella es hablante nativa del Chatino Oriental, una de las tres variedades de la lengua Chatina . El enfoque geográfico de su investigación es en Oaxaca, con énfasis lingüístico en Chatino.  Aunque su formación es predominantemente en las áreas de gramática, sonido, y estructura de palabra, con atención en las características lingüísticas de lenguas tonales, su trabajo cruza las fronteras disciplinarias de antropología lingüística, antropología cultural, estudios indígenas, lingüística, educación, y geografía.
El compromiso comunitario es un aspecto importante en sus investigaciones, por lo cual, informa sus propósitos en favor de la documentación y preservación de prácticas lingüísticas.  Está comprometida con la inclusión de la comunidad en el proceso del desarrollo de las investigaciones. 
Lo que ha significado la instrucción en cuanto a la alfabetización y el desarrollo de la literacidad de hablantes de las diferentes lenguas Las primeras dos secciones abajo perfilan algunos de los detalles de este trabajo. El último explica su proyecto actual sobre lengua y paisaje

## Talleres
Emiliana Cruz ha organizado una serie de talleres sobre tono, gramáticas pedagógicas, y textos. Estos talleres han sido financiados por el Instituto Nacional de Lengua Indígenas y for la Fundación Harp de Oaxaca. 
Taller de tonos: En 2012-2014, el primero de tres talleres que fueron organizados a lo largo de tres veranos fue impartido. Cada taller duró diez días. Los tres talleres tuvieron apoyo de ocho lingüistas de mexicanos y provenientes de instituciones de EE. UU., incluyendo Anthony C. Woodbury (UT Austin), Francisco Arellanes (UNAM), Eric Campbell (UC Santa Bárbara), Christian DiCanio (UN Búfalo), Mario Chávez Peón (CIESAS-CDMX), Alice C. Harris (UMAss), y John Kingston (UMass).
Taller de gramáticas pedagógicas: 2014-2017: En este taller participaron hablantes de lenguas otomangues de las iguientes lenguas: (triqui, me'phaa, mazahua, otomí, zapoteco, mixteco, chatino, mazateco, y chocholteco). El taller tuvo una duración de cuatro años. El profesor de estos talleres fue el Dr. Luiz Amaral de la UMass. 
Taller de textos: Estos talleres se comenzaron en el 2019. Los participantes crean materiales para sus propias lenguas.   
En los talleres, a los hablantes de lenguas otomangues se les fueron otorga herramientas lingüísticas para analizar los sistemas tonales de sus lenguas, además a crear materiales pedagógicos. Cada taller recibe como cincuenta estudiantes de los diferentes grupos de lenguas otomangues, entre los cuales han participado: Zapotecos, Mazatecos, Mixtecos, Triquis, Chinantecos, Me'phaas, Matlatzincas, y Chatinos, todas lenguas habladas en México. Los talleres se han organizado de la siguiente forma: Las sesiones de trabajo se dividieron en dos: en las mañanas, los investigadores cubrieron temas respecto de la fonética y fonología relacionadas al tono, métodos para encontrar el número de tonos y análisis de éstos; también, sistemas tonales de otras lenguas, y cómo se lograron deducirlos. Dentro de las actividades para la tarde se involucraba la elaboración de tutoriales para estudiantes según su nivel,  seguido de reuniones con grupos que se conformaron de acuerdo a la lengua que hablaban asistidos por un asesor que ha trabajado la misma o lenguas relacionadas.  El grupo que dedicó a estudiar el Chatino estuvo conformado por siete variedades del Chatino Oriental. Los estudiantes que asistieron eran en su mayoría personas jóvenes, profesores de alfabetización dentro del programa federal, Instituto Nacional para la Educación de los Adultos.
El taller de tonos, fue el taller pionero en tonos para hablantes de lenguas del Otomangues. Muchos de los estudiantes han continuado formalmente con el estudio de los sistemas tonales de sus lenguas nativas y algunos están produciendo materiales pedagógicos para enseñar en escuelas locales de sus comunidades. 

== Referencias ==
{{Listaref}}

==Bibliografía==
*2019 Diversidad Lingüística en México: Los Vacíos de “Multicultural” Celebración. Publicación trimestral de la Asociación de Estudios latinoamericana <nowiki>https://forum.lasaweb.org/files/vol50-issue1/abiayala-2.pdf. 
- 2018 “Narraties of a Hike in San Juan Quiahuje.” Lingüística antropológica, Bloomington: Universidad de Indiana, IN 47405-7100.
- 2017 “Names and Naming in Quiahije Chatino.” En Memory and the Politics of Place: Archaeologists, Stakeholders, and the Intangible Heritage of Landscape, Fernando Armstrong-Fumero and Julio Hoil Gutierrez, eds. Boulder: University Press of Colorado.
- 2015 with Anthony C. Woodbury. “Finding a Way into a Family of Tone Languages: the Story of the Chatino Language Documentation Project.” Número especial: How to Study a Tone Language. S. Bird and L. Hyman, eds. Language Documentation and Conservation Vol. 8: 490-524.
- 2014 with C. Woodbury. “Collaboration in the Context of Teaching, Scholarship, and Language Revitalization: Experience from the Chatino Language Documentation Project.” Special Issue: Language Documentation in the Americas, K. Rice and B. Franchetto, eds. Language Documentation and Conservation Vol. 8: 262-286.
- 2010 with Eric Campbell. “El Sistema Numérico del Proto-chatino” [Numeric System of Proto-Chatino]. Proceedings of the Conference on Indigenous Languages of Latin America-IV. Organized by the Center for Indigenous Languages of Latin America, Teresa Lozano Long Institute of Latin American Studies at the University of Texas at Austin. https://web.archive.org/web/20110514045134/http://www.ailla.utexas.org/site/cilla4_toc.html. Austin, Texas.
- 2008 with Hilaria Cruz and Thomas Smith-Stark “Complementación en el Chatino de San Juan Quiahije” [Complementation of San Juan Quiahije Chatino] (). Proceedings of the Conference on Indigenous Languages of Latin America-III. Organized by the Center for Indigenous Languages of Latin America, Teresa Lozano Long Institute of Latin American Studies at the University of Texas at Austin. https://web.archive.org/web/20150427222718/http://www.ailla.utexas.org/site/cilla3_toc.html. Austin, Texas.